# Населення Туреччини
Населення Туреччини. Чисельність населення країни 2015 року становила 79,414 млн осіб (19-те місце у світі). Чисельність турків стабільно збільшується, народжуваність 2015 року становила 16,33 ‰ (118-те місце у світі), смертність — 5,88 ‰ (170-те місце у світі), природний приріст — 1,26 % (93-тє місце у світі) . 

## Історія
Основне населення країни — турки. Слід зазначити, що сама ця назва стала поширеною після проголошення Туреччини республікою в 1923 році — до того в суспільстві було поширене наймення османи. Мустафа Кемаль запропонував взяти назву «турки» (по-турецьки «тюрк») вважаючи, що це сприяє згуртуванню тюркомовних народів, а відповідно тому й республіку назвати Туреччиною. Таким чином в нову історичну епоху османи стали турками, а Османська імперія стала Турецькою республікою.

## Природний рух
На момент утворення Турецької республіки чисельність її населення оцінювалася у 12 532 000 осіб. З того часу в країні проведено 12 переписів населення, згідно з якими від 1927 року населення країни зросло в 4,4 раза, причому тільки з 1950 по 1985 роки — в 2,5 раза. Швидке зростання населення, яке перевищило 2005 року 70 мільйонів, залишається важливою проблемою країни.

### Відтворення
Народжуваність у Туреччині, станом на 2015 рік, дорівнює 16,33 ‰ (118-те місце у світі). Коефіцієнт потенційної народжуваності 2015 року становив 2,05 дитини на одну жінку (114-те місце у світі). Рівень застосування контрацепції 73 % (станом на 2008 рік). Середній вік матері при народженні першої дитини становив 22,3 року (оцінка на 2010 рік).
Смертність у Туреччині 2015 року становила 5,88 ‰ (170-те місце у світі).
Природний приріст населення в країні 2015 року становив 1,26 % (93-тє місце у світі).

### Вікова структура

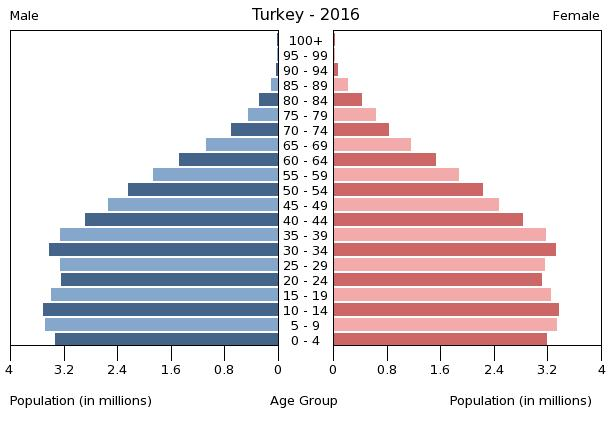
Віково-статева піраміда населення Туреччини, 2016 рік

Середній вік населення Туреччини становить 30,5 року (112-те місце у світі): для чоловіків — 30,1, для жінок — 31 рік. Очікувана середня тривалість життя 2015 року становила 74,57 року (115-те місце у світі), для чоловіків — 72,26 року, для жінок — 77 року.
Вікова структура населення Туреччини, станом на 2015 рік, мала такий вигляд:
- діти віком до 14 років — 25,45 % (10 339 731 чоловік, 9 868 005 жінок);
- молодь віком 15—24 роки — 16,25 % (6 587 897 чоловіків, 6 314 306 жінок);
- дорослі віком 25—54 роки — 43,07 % (17 323 965 чоловіків, 16 878 498 жінок);
- особи передпохилого віку (55—64 роки) — 8,15 % (3 216 877 чоловіків, 3 253 891 жінка);
- особи похилого віку (65 років і старіші) — 7,09 % (2 498 187 чоловіків, 3 132 911 жінок)[1].

### Шлюбність— розлучуваність
Коефіцієнт шлюбності, тобто кількість шлюбів на 1 тис. осіб за календарний рік, дорівнює 8,0; коефіцієнт розлучуваності — 1,6; індекс розлучуваності, тобто відношення шлюбів до розлучень за календарний рік — 20 (дані за 2011 рік). Середній вік, коли чоловіки беруть перший шлюб, дорівнює 27,4 року, жінки — 24,3 року, загалом — 25,9 року (дані за 2014 рік).

## Розселення
Густота населення країни 2015 року становила 102,2 особи/км² (108-ме місце у світі). Розподіл жителів по території Туреччини вкрай нерівномірний, найбільш густо заселені узбережжя Мармурового і Чорного морів, а також райони, що прилягають до Егейського моря. Найбільше місто країни — Стамбул, найменш населений район — Хакк'ярі.

### Урбанізація
Туреччина високоурбанізована країна. Рівень урбанізованості становить 73,4 % населення країни (станом на 2015 рік), темпи зростання частки міського населення — 1,97 % (оцінка тренду за 2010—2015 роки).
Головні міста держави: Стамбул — 14,164 млн осіб, Анкара (столиця) — 4,75 млн осіб, Ізмір — 3,04 млн осіб, Бурса — 1,923 млн осіб, Адана — 1,83 млн осіб, Газіантеп — 1,528 млн осіб (дані за 2015 рік).

### Міграції
Річний рівень імміграції 2015 року становив 2,16 ‰ (50-те місце у світі). Цей показник не враховує різниці між законними і незаконними мігрантами, між біженцями, трудовими мігрантами та іншими.

#### Біженці й вимушені переселенці
Станом на 2016 рік, у країні постійно перебуває 103 тис. біженців з Іраку, 2,7 млн з Сирії. У той самий час у країні, станом на 2015 рік, налічується 954 тис. внутрішньо переміщених осіб через збройне протистояння уряду з курдськими повстанцями 1984—2005 років на сході.
У країні мешкає 780 офіційно зареєстрованих осіб без громадянства.
Туреччина є членом Міжнародної організації з міграції (IOM).

## Расово-етнічний склад
| Етнічний склад (2008 рік) | Етнічний склад (2008 рік) | Етнічний склад (2008 рік) | Етнічний склад (2008 рік) | Етнічний склад (2008 рік) |
| ------------------------- | ------------------------- | ------------------------- | ------------------------- | ------------------------- |
| Етнос:                    |                           |                           | Відсоток:                 |                           |
| турки                     | турки                     |                           | 75%                       | 75%                       |
| курди                     | курди                     |                           | 18%                       | 18%                       |
| інші                      | інші                      |                           | 7%                        | 7%                        |

Головні етноси країни: турки — 70-75 %, курди — 18 %, інші нацменшини — 7-12 % населення (оціночні дані за 2008 рік).
У статті 66-й Конституції Турецької Республіки визначається поняття «турків», як таких «хто пов'язаний з турецькою державою через зв'язок громадянства», тому легальне використання слова «турецький», як громадянин Туреччини відрізняється від етнічного визначення цього слова. А проте більшість населення Туреччини є етнічними турками або ж тюрками. Взагалі, слово «турок» чи «турецький» також має ширше значення в історичному контексті, тому що, деколи, особливо в минулому, його використовували для позначення всіх мусульманських жителів Османської імперії, незалежно від їхньої етнічної приналежності.
Окрім титульної нації — турків, у країні визначена категорія «визнаних етнічних меншин» й «невизнаних етнічних меншин». Далебі, частіше буває, що невизнані меншини в кілька разів чи десятків разів перевищують, чисельно, визнані меншини, що пов'язується зі складними політико-суспільними взаємовідносинами в країні. Відповідно до умов Лозаннського договору за такими групами закріплений статус меншин і, отже, вони користуються всіма правами національних меншин, яким намагається дотримуватися владна верхівка країни. До визнаних меншин відносять — вірменів, греків, юдеїв.
Питання щодо етнічних особливостей на території сучасної Туреччини є часто обговорювані і визначається, як доволі суперечливе. Оскільки цифри, що публікуються в різних джерелах, не завше відповідають дійсності через політичні та конфронтаційні особливості в турецькому суспільстві. Незважаючи переписи населення, що проводяться систематично і на яких визначаються різноманітні фактори існування турецького суспільства, ці переписи ніколи не торкалися етнічної тематики за для визначення національного складу в країні, тому вже склалася традиція, що більшість мешканців країни, незалежно від свого походження, вважають себе спочатку турками, а вже потім згадують своє походження. Тому підрахувати чисельність етносів, навіть приблизно, буває дуже важко, водночас державними органами привідкриті деякі цифри, на основі яких можна вималювати, частково, етнічну палітру Туреччини.
Основні етнічні меншини:
- Іранці

- Курди
- Заза

- Нащадки різних тюркських народів

- Огузи: азербайджанці, гагаузи, турки-месхетинці і туркмени
- Кипчаки: кримські татари, казахи, киргизи і кумики
- Південно-східні: уйгури і узбеки

- Слов'яни

- Боснійці
- Македонці
- Помаки і фракійські болгари

- Кавказькі племена

- Північнокавказці: черкеси (з абасинцями і абхазами), чеченці (з інгушами)
- Південнокавказці: Грузини і Лази (Lasen)
- Семіти

- Араби (Araber)
- Арам'єр (Aramäer)

- Албанці
- Амшенці
- Цигани

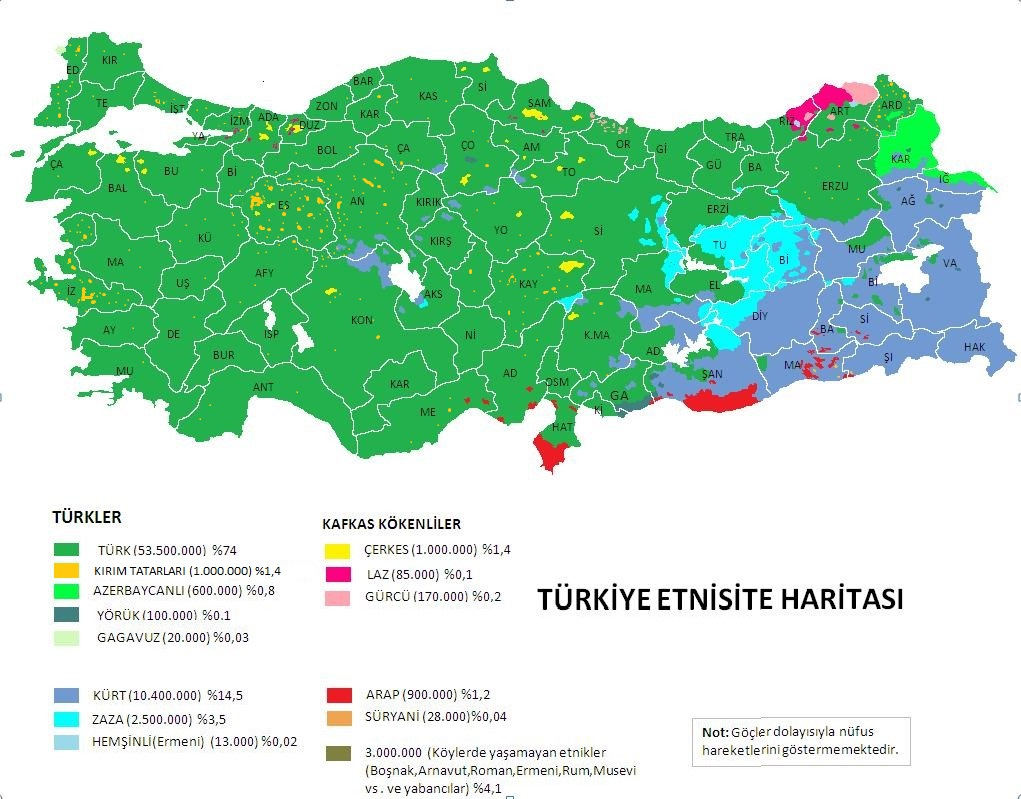
Етнічна карта Туреччини (туркмен.)
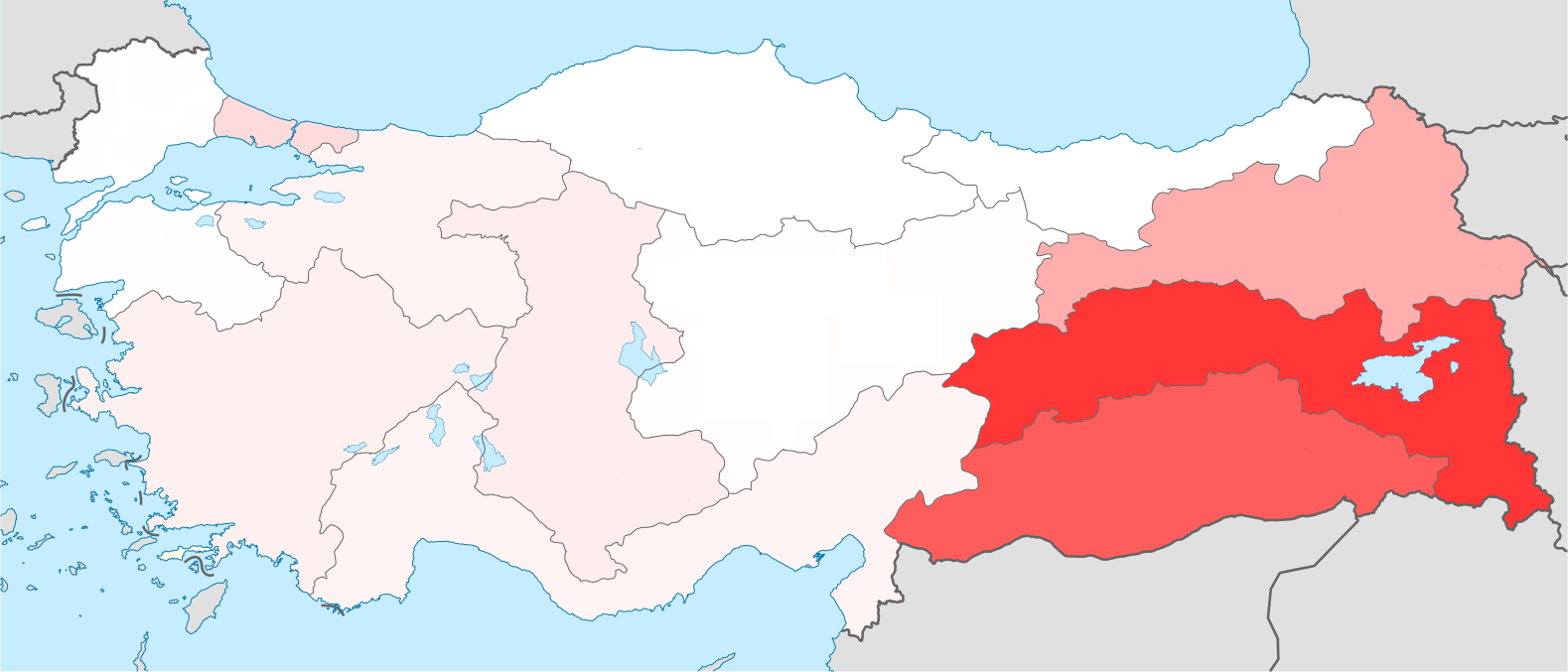
Розселення курдів у Туреччині, 2010 рік

## Мови
| Мови Туреччини (2015 рік) | Мови Туреччини (2015 рік) | Мови Туреччини (2015 рік) | Мови Туреччини (2015 рік) | Мови Туреччини (2015 рік) |
| ------------------------- | ------------------------- | ------------------------- | ------------------------- | ------------------------- |
| Мова:                     |                           |                           | Відсоток:                 |                           |
| турецька                  | турецька                  |                           | 80%                       | 80%                       |
| курдська                  | курдська                  |                           | 10%                       | 10%                       |
| інші                      | інші                      |                           | 10%                       | 10%                       |

Офіційна мова: турецька. Інші поширені мови: курдська, інші мови етнічних меншин. Туреччина, як член Ради Європи, не підписала Європейську хартію регіональних мов.
Турецьку мову 80 % населення вважають за рідну, а ще 10—15 % сприймають її як другу мову. Урядом та суспільством мова сприймається як важливий чинник турецької ідентичності в сьогоднішній Туреччині. Як свідчить 42 стаття Конституції Туреччини: 
|  | Ніяка мова, крім турецької, не повинна викладатися як рідна мова турецьким громадянам у будь-яких освітніх навчальних закладах країни. Іноземні мови, які необхідно викладати в освітніх навчальних закладах, і правила, яких потрібно дотримуватися при проведенні навчання в школах з вивченням іноземних мов, визначаються відповідним законом. Положення міжнародних угод зберігаються. |

Такий офіційно-урядовий погляд на мовні питання нерідко критикується правозахисними організаціями світу, оскільки згідно з офіційною точкою зору в країні є тільки три етно-мовних меншини: греки, вірмени і євреї, права яких гарантовані Лозанським мирним договором 1923 року. Розмови ж про які-небудь інших меншини та їх претензії в мовних питаннях турецький уряд вважає сепаратизмом.
А проте у країні говорять приблизно 50 мовами, носії яких за різними оцінками становлять від 10 до 25 % населення Туреччини. Найбільшими мовами після турецької є північнокурдська (курманджі) і зазакі (дімле), якими послуговуються поміж собою курди. Саме через різночитання та трактування чисельності цих мов, настільки різниться загальна чисельність нетюркського населення країни. Загалом в країні спостерігається 5 різних мовних сімей, не-турецької етнічної групи, якими послуговуються етнічні меншини в країні. Найбільш вживані й яскраві представники мовного різноманіття країни:
- Курманджі (Kurmanji) або Північнокурдська мова — близько 10 млн носіїв (індо-європейська мовна група іранської гілки).
- Зазакі (Zazaki) — від 1,2 до 2 млн носіїв (індо-європейський мовна група іранської гілки).
- Арабська мова (північномесопотамська-арабська) — близько 1 мільйон носіїв (афро-азійська мовна група семітської гілки).
- Азербайджанська мова — 550 тис. носіїв, що мешкають у Туреччині (тюркська мовна група гілки Огуз).
- Кабардинська мова та Східночеркеська мова — 550 тис. носіїв, що мешкають у Туреччині (Західно-Кавказька мовна група).
- Болгарська мова (Помаки) - 300 тис. носіїв (індо-європейських мовна група слов'янської гілки).
- Адигейська мова чи Західночеркеська мова — близько 300 тис. носіїв (Західно-Кавказька мовна група).

Останній перепис населення Туреччини, в якому ставилося питання щодо мови, проведено 1965 року. Хоча нерідко вважається, що дані про мови етнічних меншин у країні (згідно з тим переписом) помітно занижені, але він єдиний який дає хоч мінімальна число етнічних мовців, а з іншого — досить вірно відмічає мовний розподіл по провінціях країни. Для турецького суспільства, в цілому, характерне слабке знання іноземних мов. За даними на 2006 рік 17 % жителів країни могли послуговуватися англійською мовою (в різних степінях її володіння), 4 % — німецьку мову, 1 % — французьку і 1 % — розмовляють частково по-російськи.
Так склалося історично, що територія теперішньої Туреччини була колискою для багатьох знаних, а нині вимерлих мов, які таки дещицею поповнили турецьку мову. До них належать: хеттська мова — найдавніша індоєвропейська мова, підтвердженням якої існує давнє письмове свідчення (близько 1600 до н. е. аж до 1100 до н. е., коли існувала Хеттська імперія); іншими були анатолійські мови — лувійська мова, а потім лікійська мова, лідійська мова і мільян мова, які вимерли в часі першого століття до нашої ери через еллінізацію Анатолії та експансією еллінської культури, їм частково вдалося перетворитися в різних діалекти еллінської мови, яка згодом стає спільною мовою для всіх мешканців Малої Азії. Урартська мова, що належить до хуррито-урартської мовної сім'ї існувала у Східній Анатолії навколо озера Ван, якою послуговувалися за часів царства Урарту (приблизно з дев'ятого століття до н. е. до шостого століття). Також тут розвивалися фригійська мова, аккадська мова (у вигляді ассирійської мови), старогрецька мова, візантійська мова, класична вірменська мова, латинська мова і класична сирійська мова, арамейська мова релігійних християн.
| Мова                      | Рідна мова | Розмовна мова | Друга мова |
| ------------------------- | ---------- | ------------- | ---------- |
| Абазинська мова           | 4 563      | 280           | 7 556      |
| Албанська мова            | 12 832     | 1 075         | 39 613     |
| Арабська мова             | 365 340    | 189 134       | 167 924    |
| Вірменська мова           | 33 094     | 1 022         | 22 260     |
| Боснійська мова           | 17 627     | 2 345         | 34 892     |
| Болгарська мова           | 4 088      | 350           | 46 742     |
| Болгарська мова           | 23 138     | 2 776         | 34 234     |
| Чеченська мова            | 7 563      | 2 500         | 5 063      |
| Черкеська                 | 58 339     | 6 409         | 48 621     |
| Хорватська мова           | 45         | 1             | 1 585      |
| Чеська мова               | 168        | 25            | 76         |
| Нідерландська мова        | 366        | 23            | 219        |
| Англійська мова           | 27 841     | 21 766        | 139 867    |
| Французька мова           | 3 302      | 398           | 96 879     |
| Грузинська мова           | 34 330     | 4 042         | 44 934     |
| Німецька мова             | 4 901      | 790           | 35 704     |
| Грецька мова              | 48 096     | 3 203         | 78 941     |
| Італійська мова           | 2 926      | 267           | 3 861      |
| Курдська мова (Курманджі) | 2 219 502  | 1 323 690     | 429 168    |
| Ладіно                    | 9 981      | 283           | 3 510      |
| Лазська мова              | 26 007     | 3 943         | 55 158     |
| Перська мова              | 948        | 72            | 2 103      |
| Польська мова             | 110        | 20            | 377        |
| Португальська мова        | 52         | 5             | 3 233      |
| Румунська мова            | 406        | 53            | 6 909      |
| Російська мова            | 1 088      | 284           | 4 530      |
| Сербська мова             | 6 599      | 776           | 58 802     |
| Іспанська мова            | 2 791      | 138           | 4 297      |
| Турецька мова             | 28 289 680 | 26 925 649    | 1 387 139  |
| Зазакі                    | 150 644    | 92 288        | 20 413     |
| Разом                     | 31 009 934 | 28 583 607    | 2 786 610  |

Поширення мов (рідна материнська мова) у Туреччині по адміністративних одиницях, станом на 1965 рік.

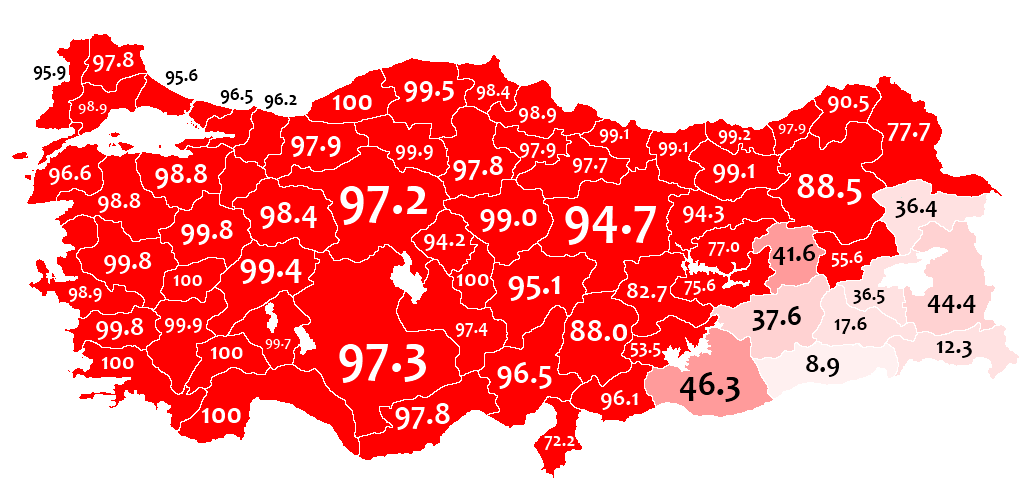
Турецька мова
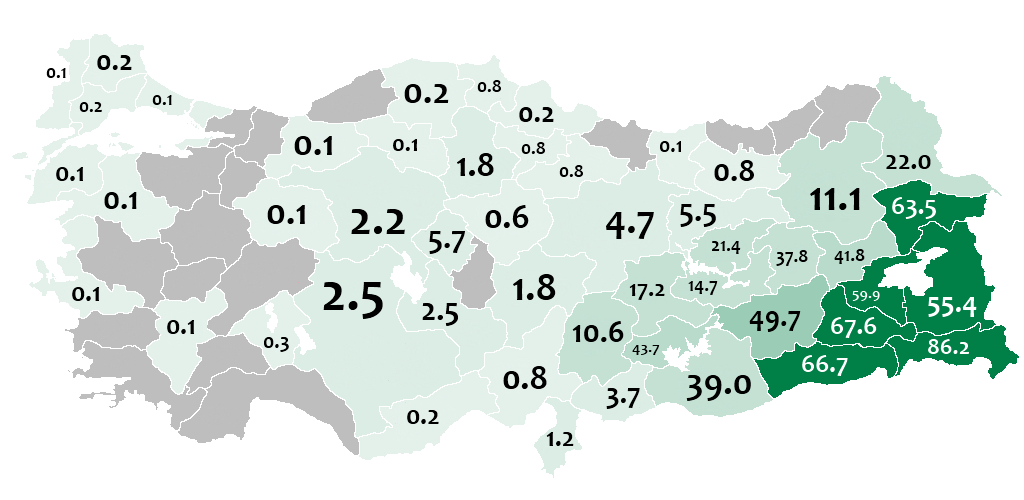
Курдська мова
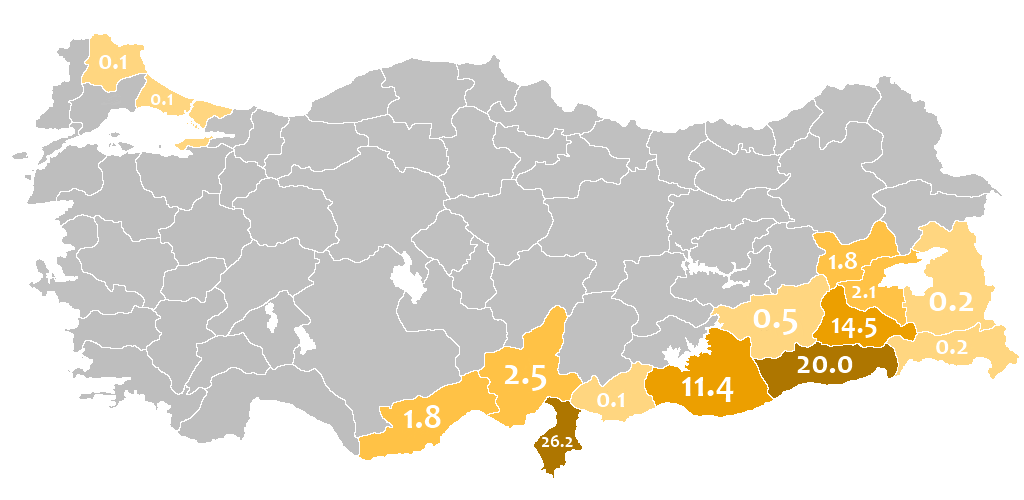
Арабська мова
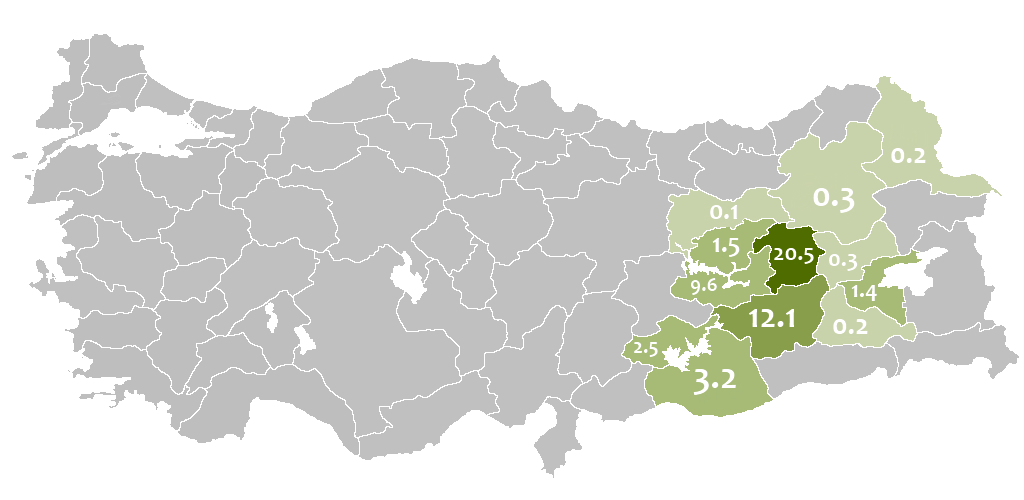
Зазакі
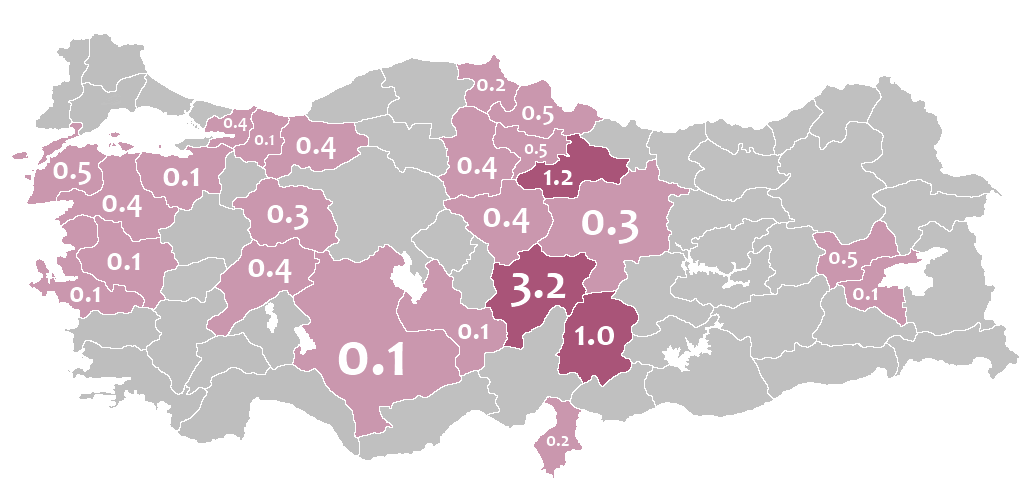
Черкеська мова
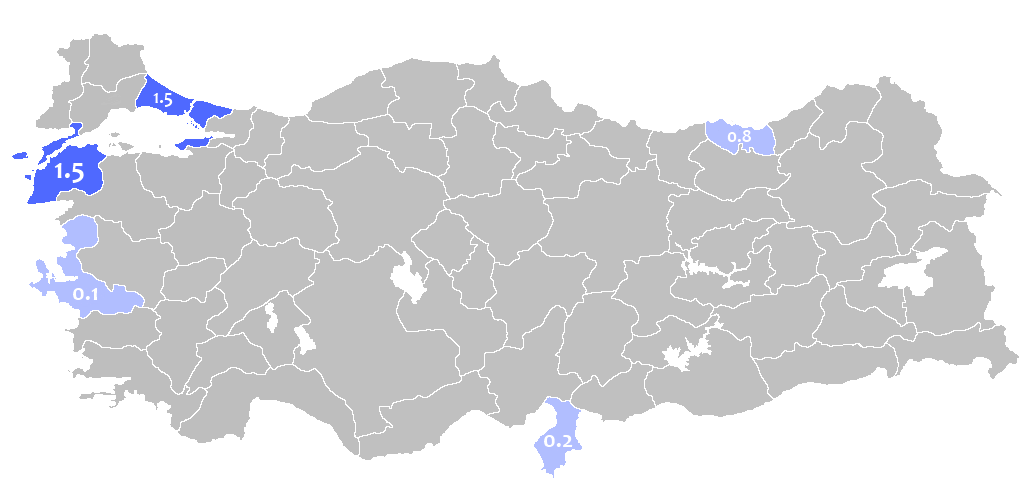
Грецька мова
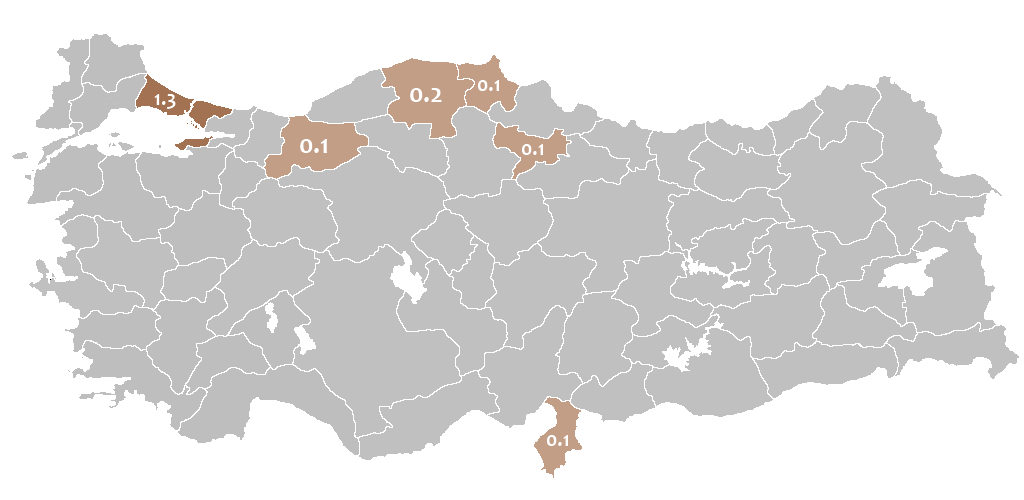
Вірменська мова
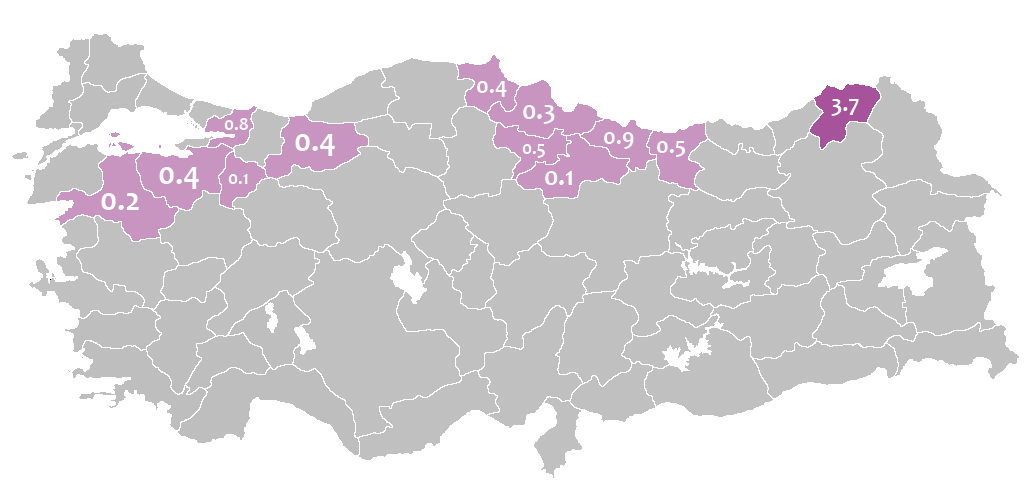
Грузинська мова
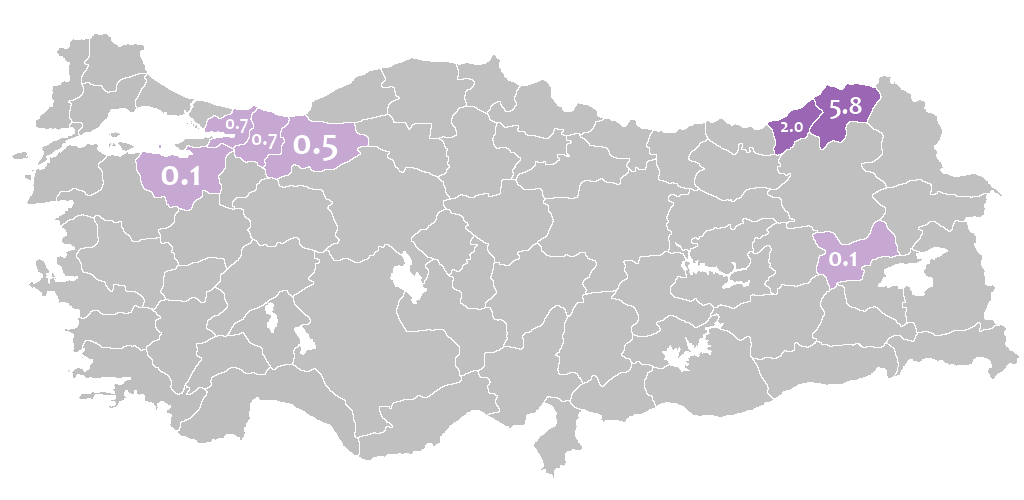
Лазська мова
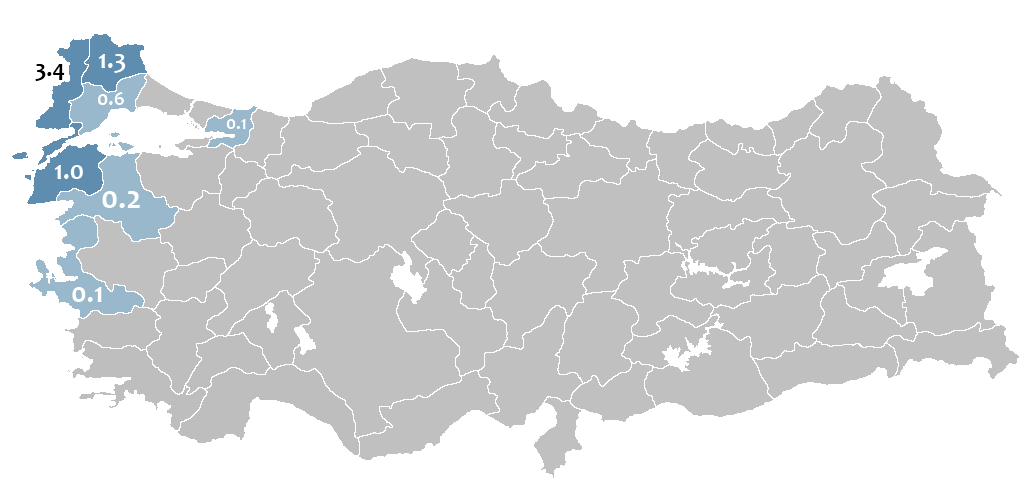
Болгарська мова
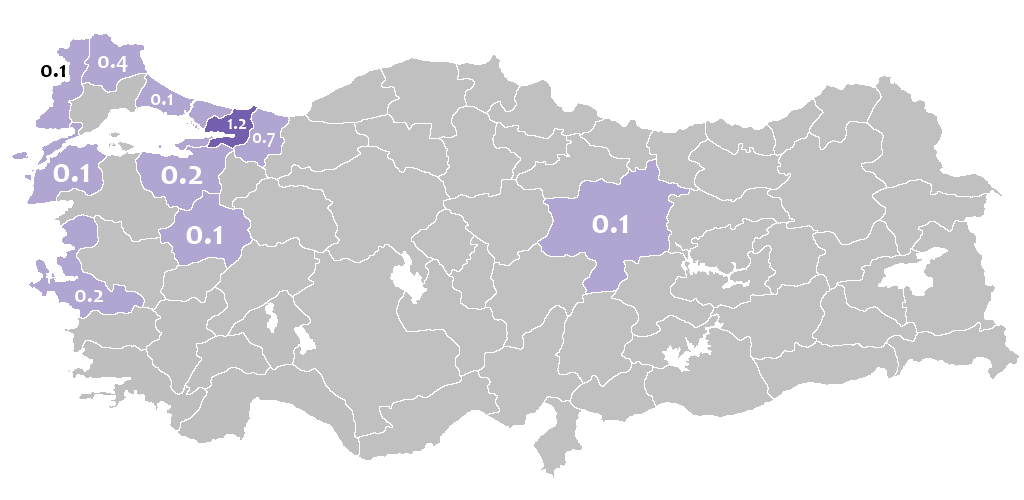
Боснійська мова
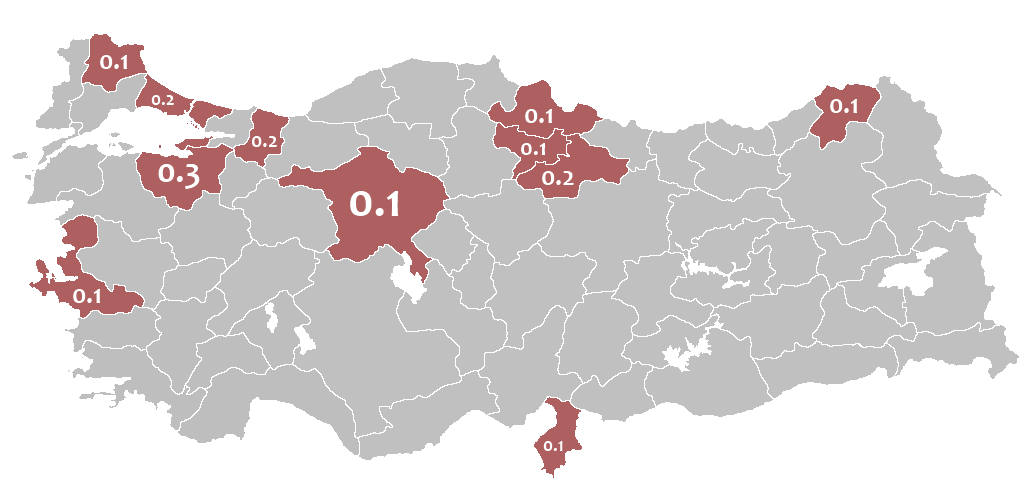
Албанська мова
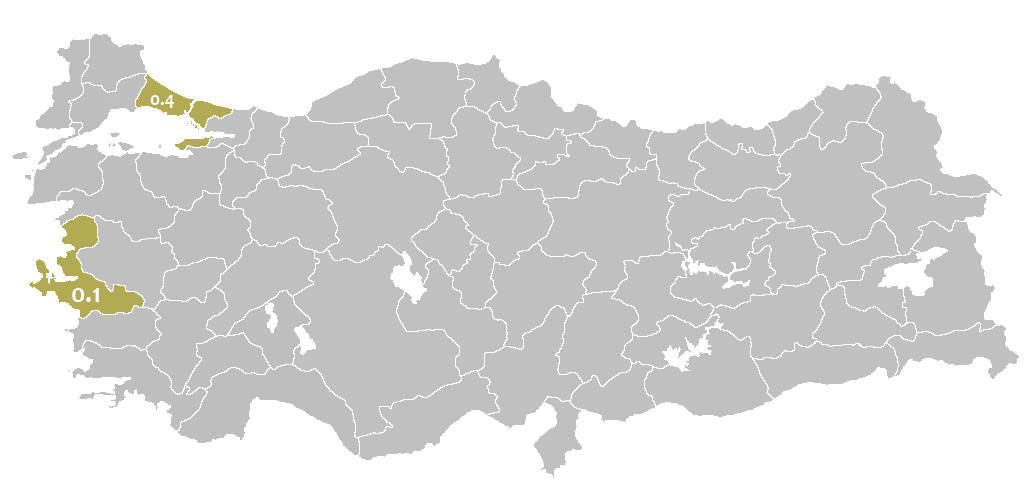
Іврит та їдиш

## Релігії
| Релігії в Туреччині (2009 рік) | Релігії в Туреччині (2009 рік) | Релігії в Туреччині (2009 рік) | Релігії в Туреччині (2009 рік) | Релігії в Туреччині (2009 рік) |
| ------------------------------ | ------------------------------ | ------------------------------ | ------------------------------ | ------------------------------ |
| Віросповідання:                |                                |                                | Відсоток:                      |                                |
| мусульмани                     | мусульмани                     |                                | 99.8%                          | 99.8%                          |
| інші                           | інші                           |                                | 0.2%                           | 0.2%                           |

Головні релігії й вірування, які сповідує, і конфесії та церковні організації, до яких відносить себе населення країни: іслам — 99,8 % (переважно сунізм), інші — 0,2 % (переважно християнство, юдаїзм).
Туреччина — світська держава, вона стала справжнім першовідкривачем-«піонером» такого суспільного ладу в ісламському світі. Іслам як державну релігію скасував Ататюрк 1928 року і відповідно сформовано законодавчу базу щодо унеможливлення впливу релігійного керівництва на владні чинники, натомість турецькою Конституцією передбачається свобода віросповідання і совісті. Близько 99 % населення декларує свою релігійну приналежність, натомість, незалежні опитування показують, що близько 3 % дорослого населення не визначили свій зв'язок з релігією, стверджуючи, що «не мають релігійних переконання» або «не вірять в релігійні доктрини».
У країні існує велика мусульманська меншина алавітів (10—15 %), в рамках шиїтської спільноти послідовників ісламу, а також деякі інші малочисельні суфійські практики. У країні запроваджена релігійно-світська інституція на чолі з Головуючим у справах релігій (Diyanet Іслер Başkanlığı), він тлумачить Ханафі — ісламські школи права і несе відповідальність за діяльність та функціонування в країні 75 000 зареєстрованих мечетей і розподіл місцевих і провінційних імамів.
Крім того, офіційні урядові дані свідчать про наявність у країні 100 000 осіб, що сповідують інші, не мусульманські вірування. Це переважнохристияни, здебільшого Вірменської Апостольської церкви, Ассирійської Церкви Сходу і Грецької православної церкви (64 тис. осіб) та віряни юдеї, переважно сефариди (26 тис. осіб).
Історично склалося, що Православна Церква мала свій головний осередок у Царгороді (Константинополі), теперішньому Стамбулі. Від четвертого століття православний світ формувався навколо Константинополя, що став осідком Константинопольського патріарха. Проте нині турецький уряд не визнає екуменічного статусу Патріарха Варфоломія I, який є найстаршим серед рівних єпископів в традиційній ієрархії православного християнства, тому діяльність духовенства та керівництва цієї Церкви відбувається за суттєвого обмеження. Більшість земель та майна Церкви і духовні школи, в тому числі духовна семінарія Халкі, були конфісковані, а християни, як і раніше, широко переслідувані в Туреччині.
Туреччина славиться численними релігійно-культовими спорудами, частина яких має світове значення. У країні діє велика кількість мечетей — 78 000. Крім того, зареєстрована 321 громада — різних християнських вірувань і напрямків з своїми церквами, існують 36 юдейських синагог, а також численні історичні культові споруди, які вважаються культурною спадщиною країни.

## Освіта
Рівень письменності 2015 року становив 95 % дорослого населення (віком від 15 років): 98,4 % — серед чоловіків, 91,8 % — серед жінок.
Державні витрати на освіту становлять 2,9 % ВВП країни, станом на 2006 рік (142-ге місце у світі). Середня тривалість освіти становить 16 років, для хлопців — до 17 років, для дівчат — до 16 років (станом на 2013 рік).

## Охорона здоров'я
Забезпеченість лікарями у країні на рівні 1,71 лікаря на 1000 мешканців (станом на 2011 рік). Забезпеченість лікарняними ліжками в стаціонарах — 2,5 ліжка на 1000 мешканців (станом на 2011 рік). Загальні витрати на охорону здоров'я 2014 року становили 5,4 % ВВП країни (103-тє місце у світі).
Смертність немовлят до 1 року, станом на 2015 рік, становила 18,87 ‰ (93-тє місце у світі); хлопчиків — 20,13 ‰, дівчаток — 17,55 ‰. Рівень материнської смертності 2015 року становив 16 випадків на 100 тис. народжень (139-те місце у світі).
Туреччина входить до складу ряду міжнародних організацій: Міжнародного руху (ICRM) і Міжнародної федерації товариств Червоного Хреста і Червоного Півмісяця (IFRCS), Дитячого фонду ООН (UNISEF), Всесвітньої організації охорони здоров'я (WHO).

### Захворювання
Кількість хворих на СНІД невідома, дані про відсоток інфікованого населення в репродуктивному віці 15—49 років відсутні. Дані про кількість смертей від цієї хвороби за 2014 рік відсутні.
Частка дорослого населення з високим індексом маси тіла 2014 року становила 29,4 % (36-те місце у світі); частка дітей віком до 5 років зі зниженою масою тіла становила 1,9 % (оцінка на 2014 рік). Ця статистика показує як власне стан харчування, так і наявну/гіпотетичну поширеність різних захворювань.

### Санітарія
Доступ до облаштованих джерел питної води 2015 року мало 100 % населення в містах і 100 % в сільській місцевості; загалом 100 % населення країни. Відсоток забезпеченості населення доступом до облаштованого водовідведення (каналізація, септик): в містах — 98,3 %, в сільській місцевості — 85,5 %, загалом по країні — 94,9 % (станом на 2015 рік). Споживання прісної води, станом на 2008 рік, дорівнює 40,1 км³ на рік, або 572,9 тонни на одного мешканця на рік: з яких 14 % припадає на побутові, 10 % — на промислові, 76 % — на сільськогосподарські потреби.

## Соціально-економічне становище
Співвідношення осіб, що в економічному плані залежать від інших, до осіб працездатного віку (15—64 роки) загалом становить 49,7 % (станом на 2015 рік): частка дітей — 38,4 %; частка осіб похилого віку — 11,3 %, або 8,9 потенційно працездатного на 1 пенсіонера. Загалом ці показники характеризують рівень потреби державної допомоги в секторах освіти, охорони здоров'я та пенсійного забезпечення, відповідно. За межею бідності 2010 року перебувало 16,9 % населення країни. Розподіл доходів домогосподарств у країні має такий вигляд: нижній дециль — 2,1 %, верхній дециль — 30,3 % (станом на 2008 рік).
Станом на 2016 рік, уся країна електрифікована, усе населення країни мало доступ до електромереж. Рівень проникнення інтернет-технологій середній. Станом на липень 2015 року в країні налічувалось 42,681 млн унікальних інтернет-користувачів (19-те місце у світі), що становило 53,7 % загальної кількості населення країни.

### Трудові ресурси
Загальні трудові ресурси 2015 року становили 29,4 млн осіб, з яких 1,2 млн працюють за кордоном (21-ше місце у світі). Зайнятість економічно активного населення у господарстві країни розподіляється таким чином: аграрне, лісове і рибне господарства — 25,5 %; промисловість і будівництво — 26,2 %; сфера послуг — 48,4 % (2010). 321,8 тис. дітей у віці від 7 до 14 років (3 % загальної кількості) 2006 року були залучені до дитячої праці. Безробіття 2015 року дорівнювало 10,4 % працездатного населення, 2014 року — 10 % (119-те місце у світі); серед молоді у віці 15-24 років ця частка становила 17,8 %, серед юнаків — 16,6 %, серед дівчат — 20,2 % (66-те місце у світі).

## Кримінал

### Наркотики

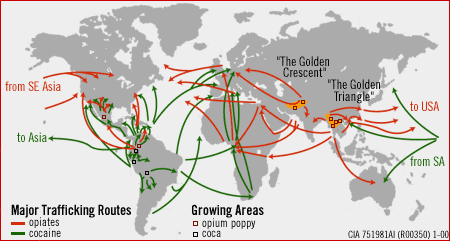
Світові маршрути наркотрафіку

Ключова транзитна країна на шляху наркотрафіку південно-східноазійського героїну до Західної Європи, і незначної кількості до США; важливим пунктом на цьому шляху виступає Стамбул. У країні розвинена мережа лабораторій, що перетворюють імпортований морфін на героїн. Уряд намагається підтримувати суворий контроль над районами законного вирощування опійного маку та над виходом концентрату макової соломи. У державі бракує органів по боротьбі й контролю з відмиванням грошей.

### Торгівля людьми
Згідно зі щорічною доповіддю про торгівлю людьми (англ. Trafficking in Persons Report) Управління з моніторингу та боротьби з торгівлею людьми Державного департаменту США, уряд Туреччини докладає значних зусиль у боротьбі з явищем примусової праці, сексуальної експлуатації, незаконною торгівлею внутрішніми органами, але законодавство відповідає мінімальним вимогам американського закону 2000 року щодо захисту жертв (англ. Trafficking Victims Protection Act’s) не повною мірою, країна перебуває у списку другого рівня.

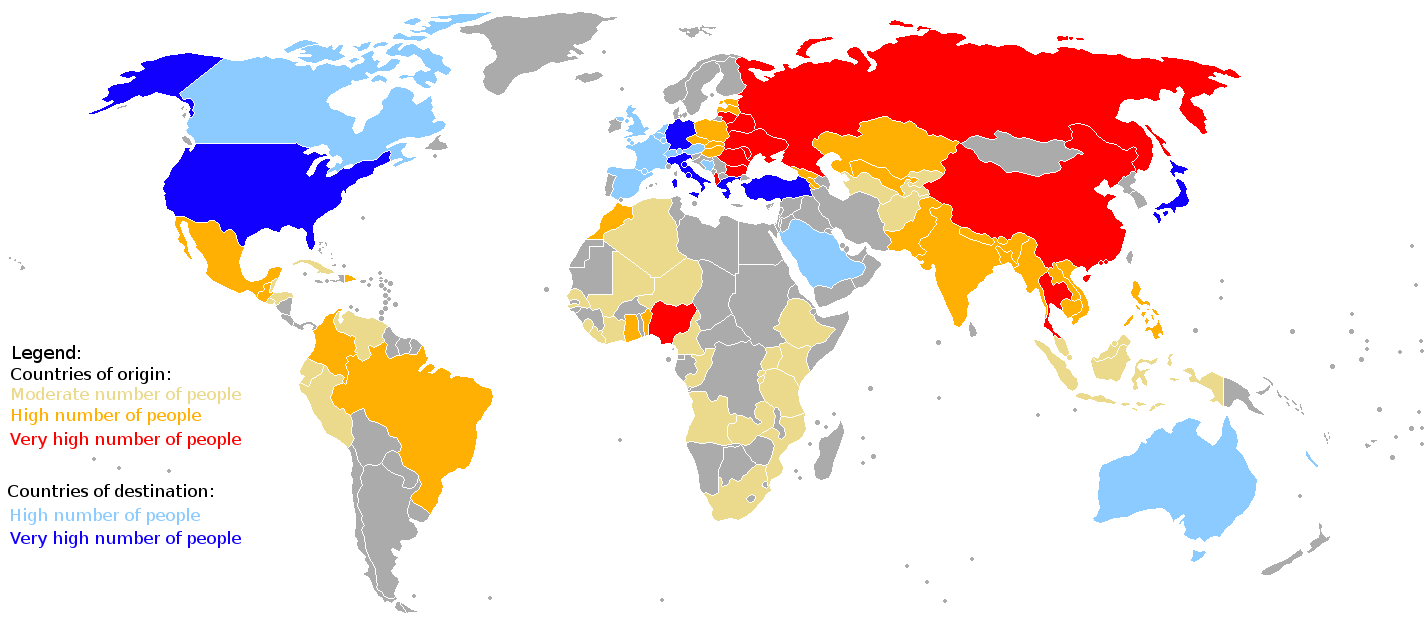
Країни-донори (червоний) і країни-реципієнти кримінальних потоків  (англ.)
Глобальна боротьба з торгівлею людьми (англ.)

## Гендерний стан
Статеве співвідношення (оцінка 2015 року):
- при народженні — 1,05 особи чоловічої статі на 1 особу жіночої;
- у віці до 14 років — 1,05 особи чоловічої статі на 1 особу жіночої;
- у віці 15—24 років — 1,04 особи чоловічої статі на 1 особу жіночої;
- у віці 25—54 років — 1,03 особи чоловічої статі на 1 особу жіночої;
- у віці 55—64 років — 0,99 особи чоловічої статі на 1 особу жіночої;
- у віці за 64 роки — 0,8 особи чоловічої статі на 1 особу жіночої;
- загалом — 1,01 особи чоловічої статі на 1 особу жіночої[1].

## Демографічні дослідження
Демографічні дослідження у країні ведуться рядом державних і наукових установ:

### Українською
- Атлас. 10-11 клас. Економічна і соціальна географія світу / упорядники :  О. Я. Скуратович, Н. І. Чанцева. — К. : ДНВП «Картографія», 2010. — ISBN 978-966-475-639-3.
- Атлас світу / голов. ред. І. С. Руденко ; зав. ред. В. В. Радченко ; відп. ред. О. В. Вакуленко. — К. : ДНВП «Картографія», 2005. — 336 с. — ISBN 9666315467.
- Безуглий В. В. Економічна і соціальна географія зарубіжних країн : Навчальний посібник. — К. : ВЦ «Академія», 2007. — 704 с. — ISBN 978-966-580-239-6.
- Безуглий В. В., Козинець С. В. Регіональна економічна і соціальна географія світу : Навчальний посібник. — видання 2-ге, доп., перероб. — К. : ВЦ «Академія», 2007. — 688 с. — ISBN 966-580-144-9.
- Головченко В. І., Кравчук О. Країнознавство: Азія, Африка, Латинська Америка, Австралія і Океанія. — К., 2006. — 335 с. — ISBN 966-8939-04-2.
- Гудзеляк І. І. Географія населення: Навчальний посібник / І. Гудзеляк. — Л. : Видавничий центр ЛНУ імені Івана Франка, 2008. — 232 с. — ISBN 978-966-613-599-8.
- Дахно І. І. Країни світу: Енциклопедичний довідник / І. І. Дахно, С. М. Тимофієв. — К. : Мапа, 2011. — 606 с. — (Бібліотека нового українця) — ISBN 978-966-8804-23-6.
- Дахно І. І. Економічна географія зарубіжних країн : навчальний посібник. — К. : Центр учбової літератури, 2014. — 319 с. — ISBN 978-611-01-0682-5.
- Джаман В. О. Регіональні системи розселення: демографічні аспекти. — Чернівці : Рута, 2003. — 392 с. — ISBN 9665685988.
- Дорошенко Л. С. Демографія: Навчальний посібник. — К. : МАУП, 2005. — 112 с. — ISBN 966-608-442-2.
- Дубович І. А. Країнознавчий словник-довідник. — 5-те вид., перероб. і доп. — К. : Знання, 2008. — 839 с. — ISBN 978-966-346-330-8.
- Економічна і соціальна географія країн світу. Навчальний посібник / За ред. Кузика С. П. — Л. : Світ, 2002. — 672 с. — ISBN 966-603-178-7.
- Загальна медична географія світу / В. О. Шевченко [та ін.] — К. : [б.в.], 1998. — 178 с.
- Ігнатьєв П. М. Країнознавство: Країни Азії. — Ч. : Книги-XXI, 2004. — 383 с. — ISBN 966-8029-53-4.
- Книш М. М., Мамчур О. І. Регіональна економічна і соціальна географія світу (Латинська Америка та Карибські країни, Африка, Азія, Океанія) : навч. посіб. — Л. : ЛНУ ім. Івана Франка, 2013. — 368 с. — ISBN 978-617-10-0007-0.
- Крисаченко В. С. Динаміка населення: Популяційні, етнічні та глобальні виміри. — К. : Видавництво Національного інституту стратегічних досліджень, 2005. — 368 с. — ISBN 966-554-083-1.
- Любіцева О. О., Мезенцев К. В., Павлов С. В. Географія релігій. — К. : АртЕК, 1999. — 504 с. — ISBN 966-505-006-0.
- Масляк П. О. Країнознавство. — К. : Знання, 2007. — 292 с. — (Вища освіта XXI століття)
- Масляк П. О., Дахно І. І. Економічна і соціальна географія світу / П. О. Масляк, І. І. Дахно ; за ред. П. О. Масляка. — К. : Вежа, 2003. — 280 с. — ISBN 966-7091-53-8.

### Російською
- (рос.) Турция // Демографический энциклопедический словарь / главн. ред. Валентей Д. И. — М. : Советская энциклопедия, 1985. — 608 с.
- (рос.) Турция // Страны и народы. Зарубежная Азия. Общий обзор. Юго-Западная Азия / Редкол. : Н. И. Прошин (отв. ред.), И. А. Дементьев и др. — М. : «Мысль», 1979. — 381 с. — (Страны и народы) — 180 тис. прим.
- (рос.) Атлас народов мира / Отв. ред. С. И. Брук и В. С. Апенченко. — М. : ГУГК ГГК СССР и Институт этнографии им. Н. Н. Миклухо-Маклая АН СССР, 1964. — 185 с. — 20 тис. прим.
- (рос.) Численность и расселение народов мира. Этнографические очерки / под ред. С. И. Брука. — М. : Издательство АН СССР, 1962. — 487 с.
- (рос.) Лаппо Г. М. География городов: Учебное пособие для географических факультетов вузов. — М. : Туманит, изд. центр ВЛАДОС, 1997. — 476 с. — ISBN 5-691-00047-0.
- (рос.) Ягельский А. География населения. — М. : Прогресс, 1980. — 383 с.